# Guennadi Jidko
Guennadi Valerievitch Jidko (en russe : Геннадий Валериевич Жидко), né le 12 septembre 1965 à Ianguiabad (oblast du Syr-Daria, RSS d'Ouzbékistan, URSS) et mort le 16 août 2023 à Moscou, est un officier russe. 
Il est vice-ministre de la Défense de la fédération de Russie, chef de la direction principale militaro-politique des forces armées de la fédération de Russie depuis le 12 novembre 2021. Il est nommé héros de la fédération de Russie en 2017 et colonel général en 2020.

## Biographie
Né le 12 septembre 1965 dans le village de Ianguiabad (dans district d'Ilitchevsk de l'oblast du Syr-Daria de la RSS d'Ouzbékistan, aujourd'hui raïon de Sardoba de la république d'Ouzbékistan).
En 1987, il est diplômé de l'école supérieure de commandement des chars de Tachkent,,,.
Il sert dans la 27e division de fusiliers motorisés de la Garde des districts militaires de la Volga et de la Volga-Oural basée dans le village de Totskoïe, dans l'oblast d'Orenbourg, où il passe de commandant de peloton à commandant de division, étant promu au grade de capitaine puis colonel,. Il reçoit des félicitations pour l'organisation d'entraînements au feu du commandant du district militaire, le colonel-général Alexandre Baranov.
Il commande ensuite le 92e régiment de fusiliers motorisés basé à Douchanbé (république du Tadjikistan),.
En 1997, il est diplômé de l'Académie militaire des forces blindées et, en 2007, de l'académie militaire de l'état-major général des forces armées de la fédération de Russie,,,.
D'août 2007 à juillet 2009, il est commandant de la 20e division de fusiliers motorisés de la garde du district militaire du Caucase du Nord basé à Volgograd,. Durant son mandat à ce poste, il poursuit l'œuvre du général-major Alexandre Lapine pour établir des relations de confiance avec les équipes militaires, améliorer l'entraînement au combat et technique.
De juillet 2009 à janvier 2011, il est commandant adjoint de la 20e armée de la Garde du district militaire de Moscou qui devient le district militaire ouest avec siège à Voronej. De janvier 2011 à janvier 2015, il est chef d'état-major et premier commandant adjoint de la 6e armée combinée du district militaire Ouest basé à Saint-Pétersbourg,. Il participe à la formation de cette unité, pour ses compétences organisationnelles, il a été remarqué par le commandant de la 6e armée, le général-major Ievgueni Oustinov et le commandant du district militaire ouest, le colonel général Arkady Bakhine.
De janvier 2015 à septembre 2016, il est chef d'état-major et premier adjoint au commandant de la 2e armée combinée de la Garde, de septembre 2016 à novembre 2017 - Commandant de la 2e armée combinée de la Garde du district militaire central à Samara. L'armée sous le commandement de Jidko a participé à plusieurs reprises à des exercices et des inspections soudains. Lors des exercices militaires Zapad-2017, des unités de l'armée ont été transférées de Samara vers la péninsule de Kola dès que possible.
Le 20 février 2016, il reçoit le grade militaire de major général.
En décembre 2017, le général Roustam Mouradov,, a pris la relève en tant que commandant de la 2e armée.
Participant à l'opération militaire russe en Syrie, en 2016, le général Jidko est chef d'état-major du groupement des forces armées de la Fédération de Russie en Syrie,. La pensée de chef militaire hors des sentiers battus et habile du conseiller militaire Jidko a été notée par le chef d'état-major général des forces armées russes et le premier vice-ministre de la Défense de la Russie, le général d'armée Valeri Guerassimov,,.
Le 9 mai 2017, il organise un défilé sur la place Kouïbychev à Samara, dédié au 72e anniversaire de la victoire dans la Grande Guerre patriotique.
Du 22 novembre 2017 au 3 novembre 2018, il est chef adjoint de l'état-major général des forces armées de la fédération de Russie,,.
Le 11 juin 2018, il reçoit le grade militaire de lieutenant-général.
En novembre 2018, il est nommé commandant des troupes du district militaire est, à la place d'Alexandre Jouravliov qui accède au poste de commandant des troupes du district militaire ouest,.
Le 11 juin 2020, il est promu colonel général.
Le 12 novembre 2021, il est nommé vice-ministre de la Défense de la fédération de Russie et chef de la direction principale militaro-politique des forces armées de la fédération de Russie,.
Selon certaines informations, en mai 2022, il est devenu le commandant des troupes russes participant à l'invasion du territoire de l'Ukraine, en remplacement du général Alexandre Dvornikov.
Le 8 octobre 2022, il est annoncé que le général Sergueï Sourovikine devient le commandant des troupes russes participant à « l'opération spéciale ». On ne sait pas si le général Jidko a été un jour le commandant des forces russes dans l'opération en Ukraine, malgré certaines informations qui affirmaient que oui.
Il meurt le 16 août 2023 à Moscou, à l'âge de 58 ans, après une longue maladie, selon RIA Novosti.